# Deve
Deve falu Romániában, Erdélyben, Fehér megyében.

## Fekvése
Costeşti közelében fekvő település.

## Története
Deve korábban Costeşti része volt. 1956 táján vált külön településsé, ekkor 111 lakosa volt. 1966-ban 85, 1977-ben 86, 1992-ben 44, 2002-ben is 44 román lakosa volt.